# Rahima Moosa
Rahima Moosa (14 de octubre de 1922 - 29 de mayo de 1993) fue miembro del Congreso Indio de Sudáfrica y más tarde del Congreso Nacional Africano. Es conocida por el rol que jugó en la marcha de mujeres del 9 de agosto de 1956, que más tarde se reconocería como el Día Internacional de la Solidaridad con la lucha de la Mujer en Sudáfrica y Namibia. Moosa también fue delegada sindical del Cape Town Food and Canning Workers Union.

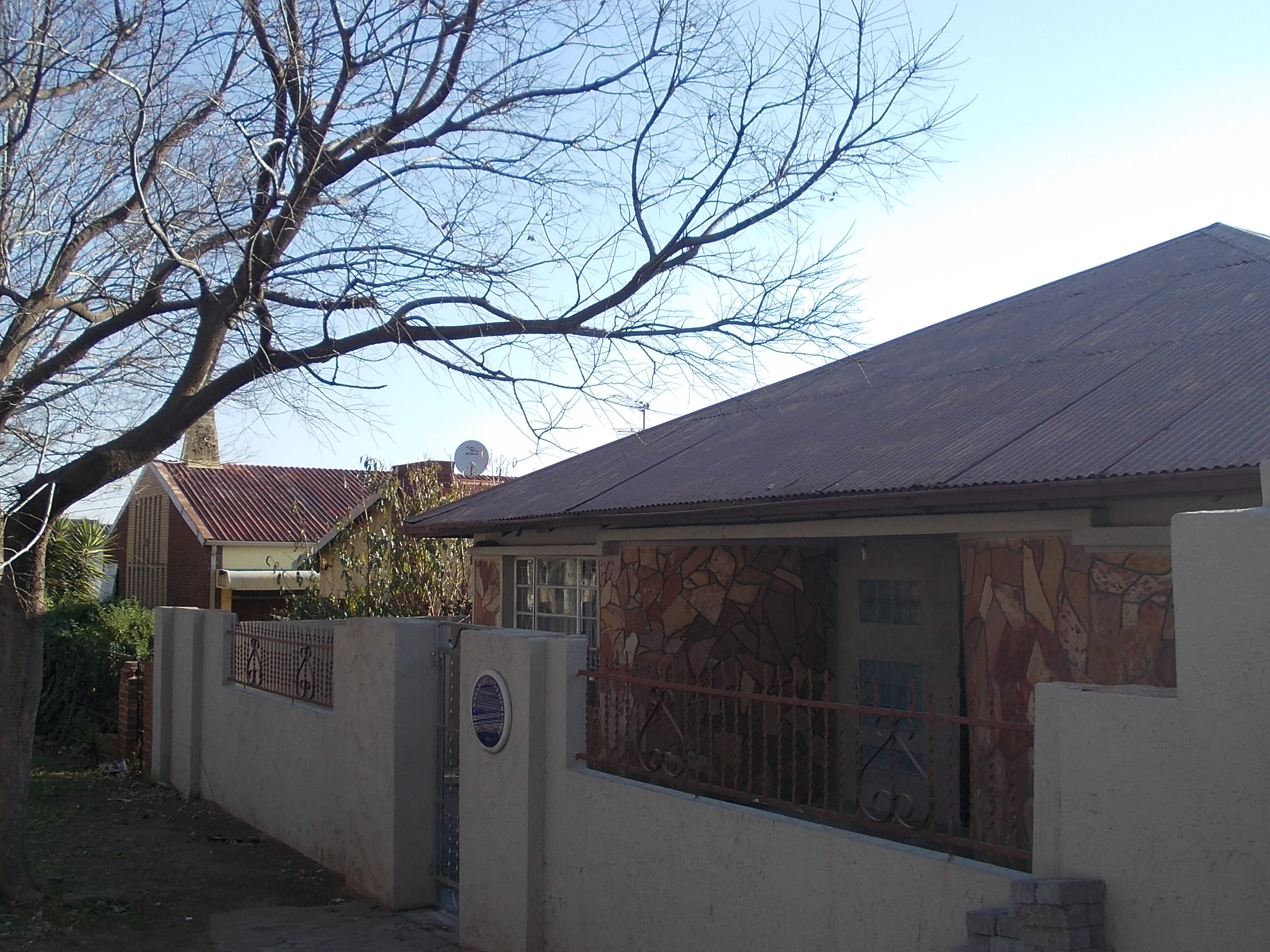
La casa de Rahima Moosa en Johannesburgo.

Rahima Moosa nació en Strand, Ciudad del Cabo, en 1992 junto a una hermana gemela. Creció en un ambiente musulmán y se educó en la escuela Trafalgar High School del Distrito 6 de esa ciudad, Aunque dejó la escuela tempranamente. Junto a su hermana Fatima hicieron campaña en contra del régimen del apartheid. Rahima fue delegada sindical y en 1951 se casó con su compañero de militancia, el Dr. Hassen “Ike” Mohamed Moosa quien ya había sido llevado a juicio por traición. Se mudaron a Johannesburgo y tuvieron cuatro hijos. Los dos participaban activamente en el Congreso Indio de Sudáfrica y más tarde en el Congreso Nacional Africano. También tuvieron protagonismo en organizar la Alianza de Congresos (en 1955) y la Carta de Libertad. Rahima, Sophia Williams-De Bruyn, Helen Joseph y Lillian Ngoyi, entre otras mujeres, lideraron la marcha de 20.000 mujeres el 9 de agosto de 1956 contra la ampliación de la Ley de pases. Actualmente se celebra el Día Internacional de la Solidaridad con la lucha de la Mujer en Sudáfrica y Namibia en homenaje a esa jornada.
Rahima Moosa fue vigilada por el régimen a pesar de haber sufrido un ataque al corazón en los '60. Murió el 26 de mayo de 1993, un año antes de la elecciones generales en Sudáfrica de 1994, que consolidó el fin del apartheid. Su esposo e hijos continuaron activos en Congreso Nacional Africano luego de su muerte.